# Wilków Średzki
Wilków Średzki (niem. Wilkau) – wieś w Polsce, położona w województwie dolnośląskim, w powiecie średzkim, w gminie Kostomłoty.

## Podział administracyjny
| SIMC    | Nazwa  | Rodzaj     |
| ------- | ------ | ---------- |
| 0876264 | Wnorów | przysiółek |

W latach 1975–1998 miejscowość administracyjnie należała do województwa wrocławskiego.

## Położenie
Wilków Średzki leży 23 km na południowy zachód od centrum Wrocławia. Przez wieś przebiega droga wojewódzka nr. 346.

## Zabytki
Do wojewódzkiego rejestru zabytków wpisany jest:
- kościół pw. św. Mateusza, jednonawowy, murowany, zbudowany na przełomie XIV/XV w. w stylu gotyckim, z zakrystią z XVI w., silnie przebudowany w XIX w. Z wyposażenia gotyckiego przetrwała rzeźba św. Anny Samotrzeciej i herma, obie z XV w. W świątyni szereg epitafiów z XVI-XVII w.